# GSDMA
GSDMA‏ (Gasdermin A) هوَ بروتين يُشَفر بواسطة جين GSDMA في الإنسان.